# Chamaecyparis lawsoniana
Chamaecyparis lawsoniana, el falso ciprés de Lawson, camecíparis de Lawson, "cedro" de Oregón o "cedro" de Puerto Oxford es un ciprés dentro del género Chamaecyparis, familia Cupressaceae, que aunque en el comercio hortícola se le llame "cedro" de Oregón o "cedro" de Puerto Oxford en su medio nativo, no es realmente un verdadero cedro). 

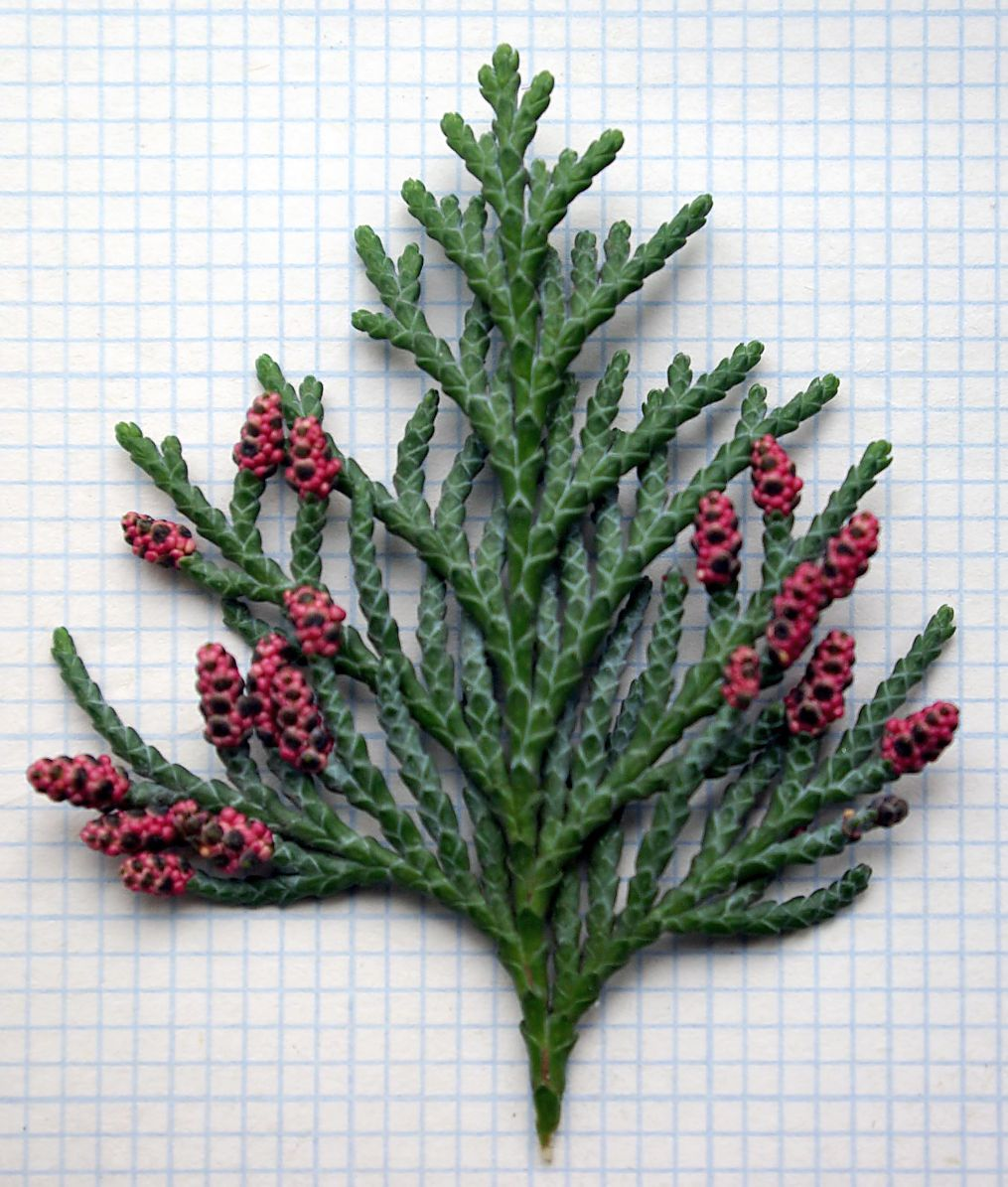
C. lawsoniana mostrando los conos macho en primavera con su color rojo característico.

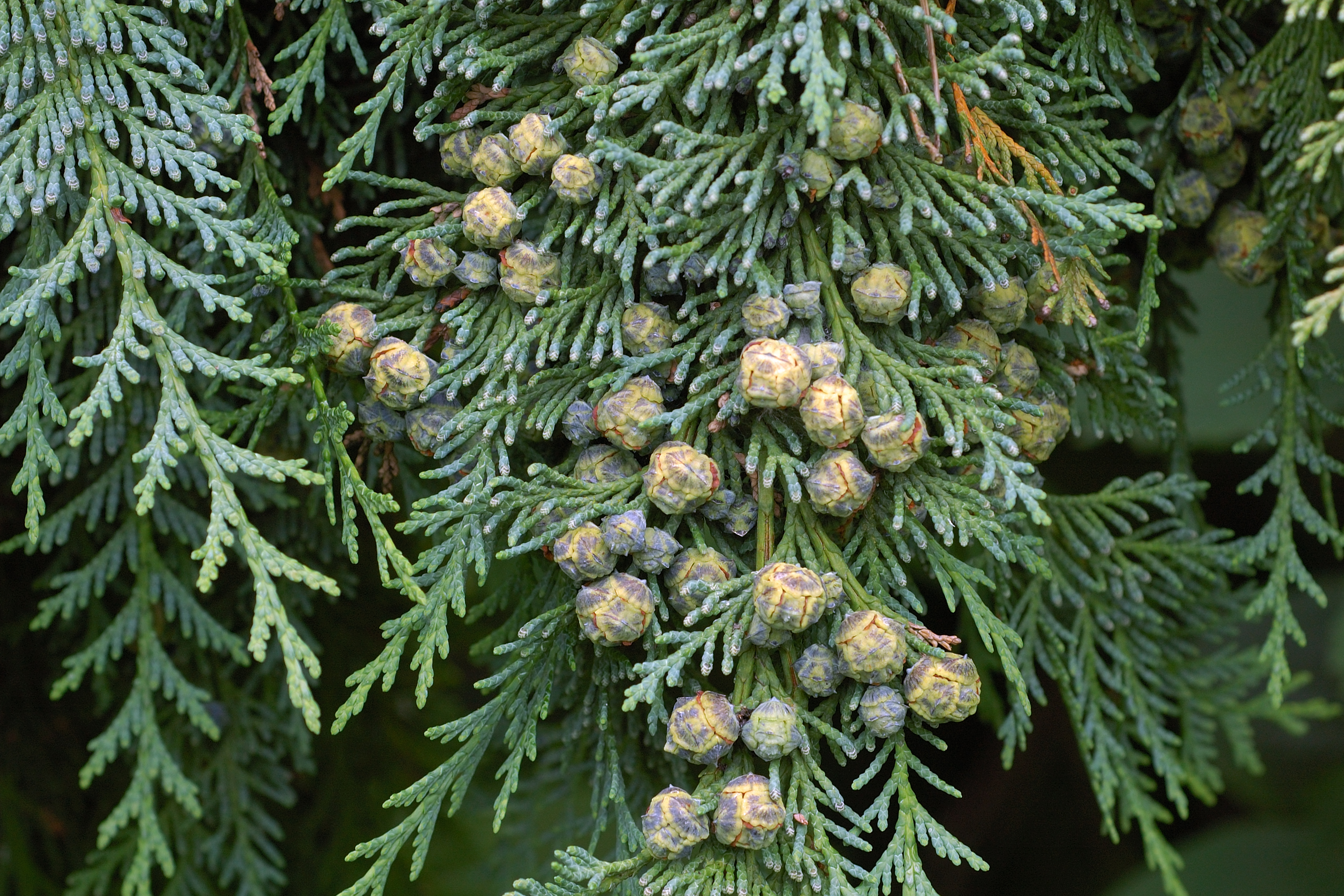
C. lawsoniana mostrando conos femeninos maduros.

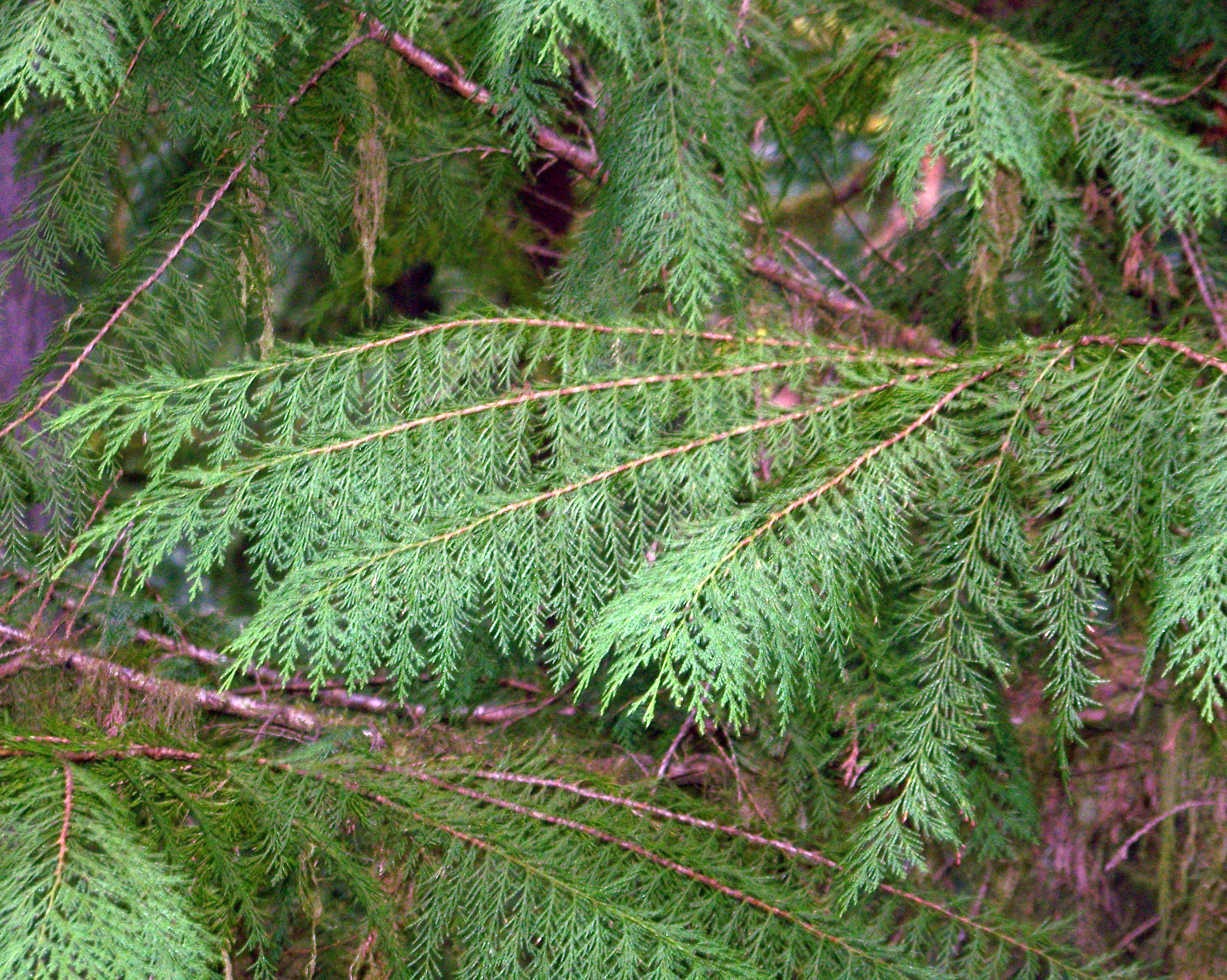
Hojas

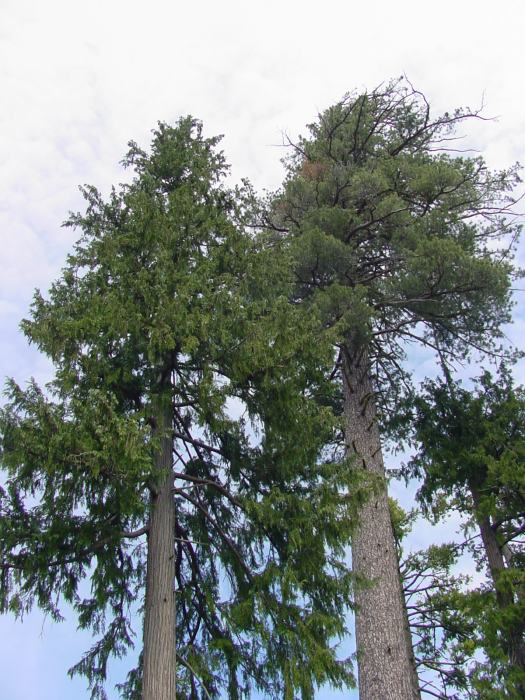
Vista del árbol

## Distribución y hábitat
El camecíparis de Lawson es nativo del sudoeste de Oregón y el extremo noroeste de California en los Estados Unidos, teniendo una prevalencia desde el nivel del mar hasta los 1500 m s. n. m. (4,900 pies) de altitud en los valles de las montañas, frecuentemente en los bordes de los arroyos.

## Descripción
Es una conífera de porte arbóreo perennifolio, que normalmente alcanza entre 50 a 70 m (200 pies) de altura, con follaje plumoso en escamas planas, de color azulverdoso generalmente algo glauco. Las hojas están escaladas, de 3 a 5 milímetros de largo, con marcas blancas estrechas en la superficie inferior, y produciendo brotes algo aplanados. La semilla, los conos son globosos, de 7 a 14 milímetros de diámetro, con 6 a 10 escalas, verde al principio, madurando con color marrón a principios de otoño, de 6 a 8 meses después de la polinización. Los conos masculinos son de 3 a 4 milímetros de largo, rojo oscuro, cambiando a marrón después del lanzamiento del polen a principios de la primavera. La corteza es rojiza, y de fibrosa a escamosa en tiras verticales. 
Fue descubierto por vez primera cerca de Port Orford en Oregón introducido en cultivos en 1854, por los colectores que trabajaban para la compañía de viveros "Lawson & Son nursery" en Edimburgo, Escocia, después de que fuera nombrado como ciprés de Lawson por la descripción del botánico Andrew Murray. La USDA lo denomina oficialmente como "Port Orford Cedar", al igual que la mayoría de la gente en su área nativa, pero como no es un cedro, muchos botánicos prefieren evitar el nombre, usando el de Ciprés de Lawson, o en casos muy raros el de ciprés de Port Orford, en lugar de crear más confusión. La industria hortícola, en la cual la especie es muy importante, utiliza sobre todo el nombre de ciprés de Lawson.

## Cultivo y usos
Tiene una gran importancia en horticultura, con varios cientos de conocidos cultivares con formas diversas de copa, tasas de crecimiento y color de follaje lo que permite seleccionar el más apropiado para plantar en el jardín. Prospera mejor en suelos bien drenados pero húmedos. Su madera es ligera y durable, y valorada especialmente en el este Asia, siendo exportadas grandes cantidades a Japón donde está muy demandada para hacer féretros, y para ser utilizada en santurarios y templos.  Debido a la rectitud de su grano, es también una de las maderas preferidas para la fabricación de astiles de flechas. También se considera una madera aceptable, aunque no la ideal, para la construcción de los aviones.
En su hábitat natural C. lawsoniana alcanza alturas de 70 m, siendo el árbol más alto registrado de 69.80 m, en el año 1998, con una edad estimada de 500 años, en Coos County, Oregón, Estados Unidos. No obstante hay datos de árboles talados por la industria maderera de más de 80 m de altura. Fuera del hábitat natural, los ejemplares europeos más viejos rondan los 150 años con alturas lógicamente menores siendo el ejemplar del parque New Forest al sur de Inglaterra el que ostenta el récord de 44.00 m de altura en el año 2013.

## Enfermedades
En su medio natural, la especie se encuentra seriamente amenazada por una enfermedad de las raíces causada por el hongo patógeno introducido, Phytophthora lateralis. Esta enfermedad es un problema para las plantaciones hortícolas en algunas partes de Norteamérica. El árbol también es atacado, aunque no en la misma cuantía, por otras especies de Phytophthora.
La infección con Phytophthora lateralis comienza cuando el micelio, de una espora germinada, invade las raíces. La infección entonces se extiende a través de la corteza y del cámbium internos alrededor de la base del árbol. La extensión por encima del tronco es generalmente limitada. El tejido infectado muere y rodea con eficacia el árbol. Los árboles grandes tienen más probabilidad de ser infectados que los pequeños, debido a áreas de raíz más grandes (aunque sucumbirán todos los árboles en los bordes de corrientes de agua). Sin embargo, los árboles grandes pueden vivir a menudo con las infecciones durante un período más largo (hasta varios años). 
Las poblaciones de "Port Orford Cedar" junto a corrientes de agua son altamente susceptibles a contraer la infección de Phytophthora lateralis. Sin embargo, el índice de contagio del Phytophthora en poblaciones en áreas secas de la altiplanicie parece ser más lento. El Phytophthora lateralis se extiende a través del agua vía las esporas móviles (zoosporas). El hongo también produce esporas latentes (clamidiosporas) que pueden persistir en suelo durante un largo periodo del tiempo. Las nuevas infecciones comienzan generalmente cuando se transfieren desde el suelo de una población infectada a una población no infectada vía el movimiento humano o animal. Después de la infección inicial en poblaciones junto a corrientes de agua, la extensión secundaria vía zoosporas infecta rápidamente a todos los individuos río abajo. 
El ser humano como medio facilitador de la extensión es probablemente el responsable de los brotes más nuevos, y de las infecciones que se producen a distancia. El suelo en contacto con los neumáticos de los vehículos, especialmente camiones  de transporte y otros vehículos que circulan en los caminos forestales, se considera el problema más acuciante debido al volumen de suelo que puede ser desplazado y la cuantía del tráfico entre áreas susceptibles. La extensión en suelas de las botas y neumáticos de las bicicletas de montaña también se ha sugerido que contribuya probablemente a las nuevas infecciones locales. También se sugiere que los animales faciliten la extensión pero de un modo muy localizado. 
El Bureau of Land Management (BLM) y el United States Forest Service (USFS) intentan prevenir la extensión de Phytophthora cerrando caminos, monitorizando el área infectada, mediante la investigación y a través de la educación. La investigación se ha centrado en la determinación de la dinámica y de los mecanismos de la extensión, así como en tentativas de criar árboles resistentes.

## Taxonomía
Chamaecyparis lawsoniana fue descrita por (A. Murray) Parl. y publicado en Journal of Botany, British and Foreign 66: 141. 1928.
Etimología
Chamaecyparis: nombre genérico que deriva de las palabras griegas: khamai, que significa "terreno", y kuparissos por "ciprés".
lawsoniana: epíteto fue nombrado en honor de  "Lawson & Son nursery" en Edimburgo, Escocia, que introdujo la especie en el cultivo.
Sinonimia
- Chamaecyparis allumii (Webster) Heydt
- Cupressus fragrans Kellogg
- Cupressus lawsoniana A.Murray bis
- Cupressus nutkanus Torr.
- Retinispora lawsoniana (A.Murray bis) A.V.Bobrov & Melikyan[7]